# Anotogaster basalis
Anotogaster basalis е вид водно конче от семейство Cordulegastridae.

## Разпространение
Видът е разпространен в Индия (Западна Бенгалия, Сиким, Утар Прадеш, Утаракханд и Химачал Прадеш) и Непал.